# Comuna de Dąbrowa Zielona
Dąbrowa Zielona (polaco: Gmina Dąbrowa Zielona) é uma gminy (comuna) na Polónia, na voivodia de Silésia e no condado de Częstochowa. A sede do condado é a cidade de Dąbrowa Zielona.
De acordo com os censos de 2004, a comuna tem 4140 habitantes, com uma densidade 41,3 hab/km².

## Área
Estende-se por uma área de 100,33 km², incluindo:
- área agricola: 62%
- área florestal: 31%

## Demografia
Dados de 30 de Junho 2004:
|                      | Total   | Total | Mulheres | Mulheres | Homens  | Homens |
| -------------------- | ------- | ----- | -------- | -------- | ------- | ------ |
|                      | pessoas | %     | pessoas  | %        | pessoas | %      |
| População            | 4140    | 100   | 2111     | 51       | 2029    | 49     |
| Densidade (pop./km²) | 41,3    | 100   | 21       | 21       | 20,2    | 20,2   |

De acordo com dados de 2002, o rendimento médio per capita ascendia a 1257,6 zł.

## Subdivisões
- Borowce, Cielętniki, Cudków, Dąbek, Dąbrowa Zielona, Lipie, Nowa Wieś, Olbrachcice, Raczkowice, Raczkowice-Kolonia, Soborzyce, Święta Anna, Ulesie.

## Comunas vizinhas
- Gidle, Kłomnice, Koniecpol, Mstów, Przyrów, Żytno